# Grammaire bourguignonne
La grammaire du dialecte bourguignon-morvandiau est l'étude des éléments morphologiques de la langue bourguignonne.

## Verbes

### Premier groupe: verbes dont l’infinitif se termine par «-ai»
Le premier groupe réunit la plupart des verbes bourguignons. La conjugaison en -ai vient des verbes latins à infinitif en -are et correspond aux verbes français en -er (1er groupe). En ancien français bourguignon, la terminaison de l'infinitif avait en effet tendance à se diphtonguer en -eir (aleir au lieu de aler en ancien français francilien pour dire aller, ailai en bourguignon actuel), cette tendance a persisté et la voyelle s'est ouverte en -ai- en même temps que le -r comme la plupart des consonnes en fin de mot cessaient d'être prononcées dans l'ensemble du domaine d'oïl (XIIe et XIIIe siècles), aboutissant dès le XVIe siècle à la terminaison actuelle -ai (on trouve le verbe tailantay dans la Demantelure de Tailan en 1611).
A l'imparfait, cette conjugaison présente une simplification, une forme unique à l'oreille au singulier et un autre unique aux personnes du pluriel (même si elles diffèrent à l'écriture). Le passé simple présente aussi un alignement (formes en -i- issues des autres groupes) ayant progressivement effacé les anciennes terminaisons en -a-. Enfin, la troisième personne plurielle du présent de l'indicatif présente souvent une terminaison innovante et accentuée en -ant probablement issue d'un alignement sur la première personne du pluriel (en -ans ou -ons).
Verbe régulier type : chantai (chanter)
|                    | Participe présent  | Infinitif        | Participe passé |
|                    | chant-ant          | chantai          | chant-ai        |
|                    | Présent            | Imparfait        | Futur           |
| 1PS : i / je (j')  | chant-e            | chant-oos        | chant-eré       |
| 2PS : tu (t')      | chant-es           | chant-oos        | chant-erés      |
| 3PS : ai (el), ale | chant-e            | chant-oot        | chant-eré       |
| 1PP : i / je (j')  | chant-ons          | chant-eins       | chant-erons     |
| 2PP : vos          | chant-ez           | chant-eins       | chant-erez      |
| 3PP : ês           | chant-ant          | chant-eint       | chant-eront     |
|                    | Passé simple       | Passé composé    | Conditionnel    |
| 1PS : i / je (j')  | chant-is           | é chant-ai       | chant-eroos     |
| 2PS : tu (t')      | chant-is           | és chant-ai      | chant-eroos     |
| 3PS : ai (el), ale | chant-it           | é chant-ai       | chant-eroot     |
| 1PP : i / je (j')  | chant-irens        | aivons chant-ai  | chant-ereins    |
| 2PP : vos          | chant-irens        | aivez chant-ai   | chant-ereins    |
| 3PP : ês           | chant-irent        | aivant chant-ai  | chant-ereint    |
|                    | Subjonctif présent | Subjonctif passé | Impératif       |
| 1PS : i / je (j')  | chant-e            | chant-isse       | —               |
| 2PS : tu (t')      | chant-es           | chant-isses      | chant-e         |
| 3PS : ai (el), ale | chant-e            | chant-isse       | —               |
| 1PP : i / je (j')  | chant-eins         | chant-isseins    | chant-ons       |
| 2PP : vos          | chant-eins         | chant-isseins    | chant-ez        |
| 3PP : ês           | chant-eint         | chant-isseint    | —               |

Tous les verbes dont l’infinitif se termine par -ai se conjuguent ainsi, à l’exception des verbes dont le radical est en -e- qui se change aux trois premières personnes du présent de l'indicatif et du subjonctif et de la deuxième personne du singulier de l'impératif de la manière suivante :
Verbe avec alternance vocalique type : aipelai (appelai)
|                    | Participe présent  | Infinitif        | Participe passé |
|                    | aipel-ant          | aipelai          | aipel-ai        |
|                    | Présent            | Imparfait        | Futur           |
| 1PS : i / je (j')  | aipeul-e           | aipel-oos        | aipel-eré       |
| 2PS : tu (t')      | aipeul-es          | aipel-oos        | aipel-erés      |
| 3PS : ai (el), ale | aipeul-e           | aipel-oot        | aipel-eré       |
| 1PP : i / je (j')  | aipel-ons          | aipel-eins       | aipel-erons     |
| 2PP : vos          | aipel-ez           | aipel-eins       | aipel-erez      |
| 3PP : ês           | aipel-ant          | aipel-eint       | aipel-eront     |
|                    | Passé simple       | Passé composé    | Conditionnel    |
| 1PS : i / je (j')  | aipel-is           | é aipel-ai       | aipel-eroos     |
| 2PS : tu (t')      | aipel-is           | és aipel-ai      | aipel-eroos     |
| 3PS : ai (el), ale | aipel-it           | é aipel-ai       | aipel-eroot     |
| 1PP : i / je (j')  | aipel-irens        | aivons aipel-ai  | aipel-ereins    |
| 2PP : vos          | aipel-irens        | aivez aipel-ai   | aipel-ereins    |
| 3PP : ês           | aipel-irent        | aivant aipel-ai  | aipel-ereint    |
|                    | Subjonctif présent | Subjonctif passé | Impératif       |
| 1PS : i / je (j')  | aipeul-e           | aipel-isse       | —               |
| 2PS : tu (t')      | aipeul-es          | aipel-isses      | aipeul-e        |
| 3PS : ai (el), ale | aipeul-e           | aipel-isse       | —               |
| 1PP : i / je (j')  | aipel-eins         | aipel-isseins    | aipel-ons       |
| 2PP : vos          | aipel-eins         | aipel-isseins    | aipel-ez        |
| 3PP : ês           | aipel-eint         | aipel-isseint    | —               |

Sur le modèle de chantai se conjuguent la plupart des verbes du premier groupe. Le type avec alternance vocalique (type aipelai) ne concerne que les verbes dont le radical est en -e-. En français, ce sont souvent les mêmes verbes et ils connaissent aussi l'alternance vocalique, remarquez : aipelai ; levai, tu leuves en bourguignon, appeler ; lever, tu lèves en français. Ces verbes sont :
- aipelai : appeler
- levai : lever
- aichevai : achever
- pesai : peser
- célai : céler
- dessevrai : séparer
- sevrai : séparer, sevrer
- aichetai : acheter
- carelai : raccommoder
- impregnai : imprégner
- cedai : céder
- celebrai : célébrer
- esperai : espérer
- completai : compléter
- inquietai / inquiétai : inquiéter
- possedai / posséir : posséder

### Deuxième groupe: verbes dont l’infinitif se termine par «-é»
Verbe type : maingé (manger)
|                            | Participe présent  | Infinitif        | Participe passé |
|                            | maing-e-ant        | maingé           | maing-é         |
|                            | Présent            | Imparfait        | Futur           |
| 1PS : je (j') / i (Morvan) | maing-e            | maing-e-oos      | maing-eré       |
| 2PS : tu (t')              | maing-es           | mainge-e-oos     | maing-erés      |
| 3PS : ai (el), ale         | maing-e            | maing-e-oot      | maing-eré       |
| 1PP : je (j') / i (Morvan) | maing-e-ons        | maing-eins       | maing-erons     |
| 2PP : vos                  | maing-ez           | maing-eins       | maing-erez      |
| 3PP : ês                   | maing-e-ant        | maing-eint       | maing-eront     |
|                            | Passé simple       | Passé composé    | Conditionnel    |
| 1PS : je (j') / i (Morvan) | maing-is           | é maing-é        | maing-eroos     |
| 2PS : tu (t')              | maing-is           | és maing-é       | maing-eroos     |
| 3PS : ai (el), ale         | maing-it           | é maing-é        | maing-eroot     |
| 1PP : je (j') / i (Morvan) | maing-irens        | aivons maing-é   | maing-ereins    |
| 2PP : vos                  | maing-irens        | aivez maing-é    | maing-ereins    |
| 3PP : ês                   | maing-irent        | aivant maing-é   | maing-ereint    |
|                            | Subjonctif présent | Subjonctif passé | Impératif       |
| 1PS : je (j') / i (Morvan) | maing-e            | maing-isse       | —               |
| 2PS : tu (t')              | maing-es           | maing-isses      | maing-e         |
| 3PS : ai (el), ale         | maing-e            | maing-isse       | —               |
| 1PP : je (j') / i (Morvan) | maing-eins         | maing-isseins    | maing-ons       |
| 2PP : vos                  | maing-eins         | maing-isseins    | maing-ez        |
| 3PP : ês                   | maing-eint         | maing-isseint    | —               |

Ces verbes sont à l'origine des verbes du premier groupe dont le radical se termine sur une gutturale. En ancien français, ces verbes avaient un infinitif en -ier, en français moderne ils ont été réintégrés dans le premier groupe. En bourguignon, leur infinitif est habituellement noté -é, ce qui diffère de -ai. Certains dictionnaires notent cependant ces verbes en -ai (maingeai ou mainjai au lieu de maingé par exemple). Remarquez que la conjugaison de maingé nécessite l'introduction d'un -e- intermédiaire entre le radical et la terminaison quand celle-ci est en a ou o (je maingeons, ai maingeant, tu maingeoos) pour conserver le son j de -g-. Cet e de liaison pour la prononciation n'est pas nécessaire pour les verbes en -ch- comme trainché par exemple.

### Êtreetavoir:étreetaivoi
|                            | Participe présent  | Infinitif        | Participe passé |
|                            | étant              | étre             | étai            |
|                            | Présent            | Imparfait        | Futur           |
| 1PS : je (j') / i (Morvan) | seus               | étoos            | seré            |
| 2PS : tu (t')              | es                 | étoos            | serés           |
| 3PS : ai (el), ale         | ât / ost (Morvan)  | étoot            | seré            |
| 1PP : je (j') / i (Morvan) | sons               | éteins           | serons          |
| 2PP : vos                  | étes               | éteins           | serez           |
| 3PP : ês                   | sont               | sereint          | seront          |
|                            | Passé simple       | Passé composé    | Conditionnel    |
| 1PS : je (j') / i (Morvan) | fus                | ai étai          | seroos          |
| 2PS : tu (t')              | fus                | ais étai         | seroos          |
| 3PS : ai (el), ale         | fut                | ait étai         | seroot          |
| 1PP : je (j') / i (Morvan) | furens             | aivons étai      | sereins         |
| 2PP : vos                  | furens             | aivez chant-ai   | sereins         |
| 3PP : ês                   | furent             | aivant étai      | sereint         |
|                            | Subjonctif présent | Subjonctif passé | Impératif       |
| 1PS : je (j') / i (Morvan) | soos               | feusse           | —               |
| 2PS : tu (t')              | soos               | feusses          | sôs             |
| 3PS : ai (el), ale         | soot               | feusse           | —               |
| 1PP : je (j') / i (Morvan) | seins              | fusseins         | seins           |
| 2PP : vos                  | seins              | fusseins         | seins           |
| 3PP : ês                   | seint              | fusseint         | —               |

Verbe avoir : aivoi
|                            | Participe présent  | Infinitif         | Participe passé |
|                            | aivant             | aivoi             | aivu            |
|                            | Présent            | Imparfait         | Futur           |
| 1PS : je (j') / i (Morvan) | é                  | aivoos            | airé            |
| 2PS : tu (t')              | és                 | aivoos            | airés           |
| 3PS : ai (el), ale         | é                  | aivoot            | airé            |
| 1PP : je (j') / i (Morvan) | aivons / ons       | aiveins           | airons          |
| 2PP : vos                  | aivez / ez         | aiveins           | airez           |
| 3PP : ai (el), ales        | aivant / ont       | aiveint           | airont          |
|                            | Passé simple       | Passé composé     | Conditionnel    |
| 1PS : je (j') / i (Morvan) | us                 | é aivu            | airoos          |
| 2PS : tu (t')              | us                 | és aivu           | airoos          |
| 3PS : ai (el), ale         | ut                 | é aivu            | airoot          |
| 1PP : je (j') / i (Morvan) | urens              | (aiv)ons aivu     | aireins         |
| 2PP : vos                  | urens              | (aiv)ez aivu      | aireins         |
| 3PP : ai (el), ales        | urent              | aivant / ont aivu | aireint         |
|                            | Subjonctif présent | Subjonctif passé  | Impératif       |
| 1PS : je (j') / i (Morvan) | oos / aie          | eusse             | —               |
| 2PS : tu (t')              | oos / aies         | eusses            | oos / aies      |
| 3PS : ai (el), ale         | oot / aie          | eusse             | —               |
| 1PP : je (j') / i (Morvan) | ains               | usseins           | ains            |
| 2PP : vos                  | ains               | usseins           | ains            |
| 3PP : ai (el), ale         | aint               | usseint           | —               |